# Улица Пожарского (Владикавказ)
Улица Пожарского — улица в Промышленном районе во Владикавказе, Северная Осетия. Начинается от Китайского моста и заканчивается на Черменском шоссе. 

## Расположение
Идёт параллельно 1-й Промышленной улице. Пересекается с улицами Иристонская, Николаева, Тельмана, Цаликова, Гвардейская и Черменское шоссе. От улицы Пожарского начинается переулок Автобусный. На Пожарской улице заканчиваются улицы Севастопольская и Строительная.
На улицу Пожарского выходит платформа Индустриальная Северо-Кавказской железной дороги.

## История
Названа в честь Дмитрия Пожарского. Образована решением Исполнительного комитета горсовета от 17 июня 1947 года, который присвоил северной стороне кварталов № 557, 563 и 564 наименование улицы имени Пожарского.

## Достопримечательности
- 4 — дом, где в 1960—1964 гг. жил Герой Советского Союза Бек Хаджимуссаевич Моргоев. Памятник истории (№ 1530332000)
- 11 — дом, где в 1960—1968 гг. жил Герой Советского Союза полковник артиллерии Африкан Федорович Соколов. Памятник истории (№ 1530333000)
- На пересечении улиц Пожарского и Иристонской, (д. 4/15) расположен объект культурного наследия «Архитектурный комплекс площади Революции. Нач 60-х гг. Архитектор Г. В. Чкнаворян». На данный объект выдано охранное обязательство[3].
- У средней школы № 12 (Пожарского,17) установлен памятник защитникам Кавказа, павшим в ВОВ. Памятник создан на средства, полученные от сдачи металлолома учащимися школы № 12, а также при поддержке завода ОЗЖБК. Открыт в 1970 г[4].